# Alan Bergman
Pour les articles homonymes, voir Bergman.
Alan Bergman, né le 11 septembre 1925 à Brooklyn et mort le 17 juillet 2025 à Los Angeles, est un parolier et compositeur américain. 
Avec son épouse Marilyn Bergman, il est connu pour sa collaboration avec Michel Legrand et Marvin Hamlisch. Les Bergman reçoivent trois Oscars de la meilleure chanson originale, deux Golden Globe de la meilleure chanson originale, trois Emmy Award et un Grammy Award de la chanson de l'année.

## Biographie
Alumnus de l'université de Caroline du Nord à Chapel Hill, où il reçoit son baccalauréat en arts (Bachelor of Arts), puis à l'université de Californie à Los Angeles, il écrit et réalise des émissions pour le département de la Défense des États-Unis durant la Seconde Guerre mondiale, puis pour CBS à Philadelphie de 1945 à 1953. Il rejoint l'American Society of Composers, Authors and Publishers en 1955, devient parolier pour les shows télévisés de Jo Stafford et écrit ses premières chansons pour Fred Astaire, Marge et Gower Champion et différentes revues de cabaret. Il épouse en 1958 Marilyn Bergman, qui devient sa collaboratrice.

## Discographie
- 2007: Lyrically, Alan Bergman

## Récompenses
- 1969 : Golden Globe de la meilleure chanson originale pour The Windmills of Your Mind (partagé avec Marilyn Bergman et Michel Legrand) ;
- 1969 : Oscars de la meilleure chanson originale pour The Windmills of Your Mind (partagé avec Marilyn Bergman et Michel Legrand) ;
- 1974 : Golden Globe de la meilleure chanson originale pour The Way We Were (partagé avec Marilyn Bergman et Marvin Hamlisch) ;
- 1974 : Oscars de la meilleure chanson originale pour The Way We Were (partagé avec Marilyn Bergman et Marvin Hamlisch) ;
- 1975 : Grammy Award de la chanson de l'année et de l'album de l'année pour The Way We Were (partagé avec Marilyn Bergman et Marvin Hamlisch) ;
- 1975 : Emmy de la meilleure contribution musicale pour un téléfilm pour Sybil (partagé avec Marilyn Bergman et Leonard Rosenman) ;
- 1980 : Songwriters Hall of Fame
- 1984 : Oscar de la meilleure partition de chansons et adaptation musicale pour Yentl (partagé avec Marilyn Bergman et Michel Legrand) ;
- 1995 : Emmy de la meilleure contribution individuelle en musique et paroles pour Ordinary Miracles (partagé avec Marilyn Bergman et Marvin Hamlisch) ;
- 1999 : Emmy des meilleures musique et paroles pour A Ticket To Dream (partagé avec Marilyn Bergman et Marvin Hamlisch)